# Bages (comarque)
Pour les articles homonymes, voir Bages.
Le Bages est une comarque catalane d'Espagne, située dans la province de Barcelone. Son chef-lieu est Manrèse.

## Géographie
Elle fait partie des Comarques centrales

## Historique
Le 22 mars 2015, lors d'un référendum consultatif organisé dans dix communes se situant dans les comarques du Bages, de l'Osona et du Vallès Oriental, 80,44% des votants sont pour la création d'une nouvelle comarque, la comarque de Moianès. Le 23 avril, une loi du Parlement catalan institue cette comarque, qui est officiellement créée le 1er mai.
Le Bages perd donc cinq communes : Calders, L'Estany, Moià, Monistrol de Calders, Santa Maria d'Oló.

## Carte
| Anoia Bages Segarra Solsonès Conca de · Barberà Moianès Osona Berguedà Basse · Cerdagne Alt · Urgell Pallars · Sobirà Val d'Aran Alta · Ribagorça Pallars · Jussà Noguera Urgell Pla · d'Urgell Segrià Garrigues Alt · Penedès Baix · Llobregat Barcelonès Vallès · Occidental Maresme Vallès · Oriental Ripollès Garrotxa Alt Empordà Pla de · l'Estany Gironès Selva Baix · Empordà Garraf Baix · Penedès Tarragonès Alt · Camp Baix · Camp Priorat Ribera · d'Ebre Terra · Alta Baix Ebre MontsiàFrance Pyrénées-Orientales Ariège Haute · Garonne Andorre Aragon Communauté valencienneMer Méditerranée |

## Les communes
Aguilar de Segarra, Artés, Avinyó, Balsareny, Callús, Cardona, Castellbell i el Vilar, Castellfollit del Boix, Castellgalí, Castellnou de Bages, El Pont de Vilomara i Rocafort, Fonollosa, Gaià, Manresa, Marganell, Monistrol de Montserrat, Mura, Navarclés, Navás, Rajadell, Sallent, Sant Feliu Sasserra, Sant Fruitós de Bages, Sant Joan de Vilatorrada, Sant Mateu de Bages, Sant Salvador de Guardiola, Sant Vicenç de Castellet, Santpedor, Súria, Talamanca